# Pingan International Finance Center
A Pingan International Finance Center 599 méter magas (1965 láb), 115 emeletes felhőkarcoló a kínai Sencsenben. Az épület 2017-ben készült el. A komplexum tartalmaz egy rövidebb 307 m (1007 láb), magas 66 emeletes szállodát az épületben. Ez az ötödik legmagasabb épület a világon, és a második legmagasabb Kínában.